# Boeing 757
Boeing 757 – samolot pasażerski, wąskokadłubowy, średniego i dalekiego zasięgu, produkowany przez firmę Boeing w USA, wprowadzony do eksploatacji w roku 1983.

## Historia
Wykorzystywany przede wszystkim na trasach kontynentalnych, rzadziej na trasach transatlantyckich. W modelu 757 zostawiono mechaniczne układy sterowania, wprowadzono jednak kilka monitorów, prezentujących najważniejsze dane. Model 757 zabiera na pokład od 200 do 280 pasażerów na odległość od 4700 do 7240 km. Ponieważ samoloty pierwotnie nie powstały do przelotów transkontynentalnych, nie wymagano wielkiego współczynnika ETOPS, dlatego wszystkie samoloty posiadały ETOPS 120, a od czasu gdy samoloty planowano na trasy transatlantyckie należało ETOPS wydłużyć. Dzięki zabiegom Boeinga w 1990 roku, B-757 otrzymał ETOPS 180, zezwalający na przeloty nad Północnym Atlantykiem. W końcowym okresie produkcji powstała odmiana do przewozu frachtu, ze zmienionym nieco kadłubem, pozbawiona okien pod oznaczeniem 757-200PF. 27 kwietnia 2005 roku podczas specjalnej uroczystości, producent maszyny przekazał ostatni wyprodukowany samolot 757 (w wersji 757-200) użytkownikowi. Był nim linie Shanghai Airlines, samolot był 1049 egzemplarzem wyprodukowanym przez Boeinga.
Został on opracowany prawie równocześnie z modelem Boeing 767, dlatego szkolenie pilotów latających na tych maszynach jest prawie takie samo.

## Wypadki
Do tej pory stracono w użytkowaniu osiem Boeingów 757, w tym siedem w katastrofach lotniczych:
- 2 października 1990 – lot China Southern Airlines 2812 – w stojący samolot wjechała inna maszyna na lotnisku w Chinach,
- 20 grudnia 1995 – Katastrofa lotu American Airlines 965 – liczne błędy załogi, w tym wprowadzenie do automatycznego pilota namiarów niewłaściwej radiolatarni,
- 6 lutego 1996 – Katastrofa lotu Birgenair 301 – błąd centralnego komputera powodujący dostarczanie pilotom błędnych informacji na temat prędkości oraz aspekty psychologiczne,
- 2 października 1996 – Katastrofa lotu Aeroperú 603 – błąd centralnego komputera powodujący dostarczanie pilotom błędnych informacji na temat prędkości, wysokości itp.,
- 11 września 2001 – loty American Airlines 77 i United Airlines 93 – 2 samoloty rozbite o budynek lub pole podczas zamachu terrorystycznego z 11 września 2001 roku na Nowy Jork i Waszyngton,
- 1 lipca 2002 – Katastrofa lotnicza nad Überlingen (lot DHL 611) – w kolizji w powietrzu z samolotem Tu-154 zginęło 71 osób, do katastrofy doszło z winy szwajcarskiej kontroli lotów.

Ponadto samoloty tego typu brały udział w trzech incydentach lotniczych bez ofiar:
- 14 września 1999 – lot Britannia Airways 226A – samolot rozbito przy lądowaniu w Gironie, gdy nagle zgasły światła pasa startowego w nocy podczas ulewy i zdezorientowany pilot uziemił samolot o beton, a następnie samolot zboczył z pola wzlotów. Wstępnie nie było żadnych ofiar śmiertelnych. Jednak jeden z pasażerów, który najwyraźniej doznał jedynie niewielkich obrażeń, został przyjęty do szpitala i wypisany na następny dzień, zmarł pięć dni później w wyniku nieoczekiwanych obrażeń wewnętrznych[6][7],
- 23 listopada 2002 – lot Arkia Israel Airlines 582[8],
- 7 grudnia 2005 – lot American Airlines 924.
- 8 kwietnia 2022 - lot DHL NM935 San Jose Juan Santamaria w Kostaryce[9].

## Produkcja
| Zamówiono   | 913 | 1 | 80 | 55 |
| Dostarczono | 913 | 1 | 80 | 55 |

## Specyfikacja

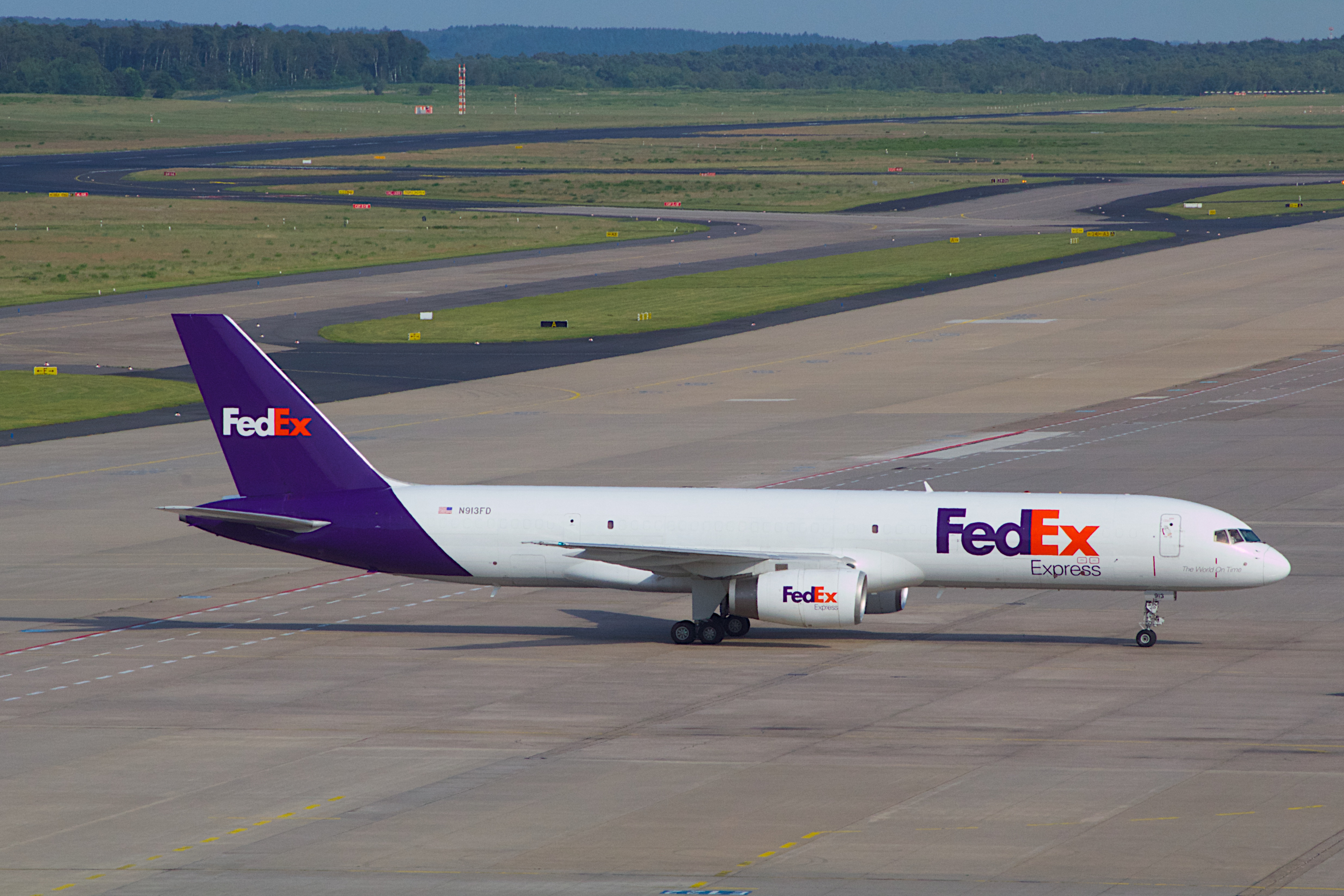
Boeing 757-200F w barwach FedEx Express

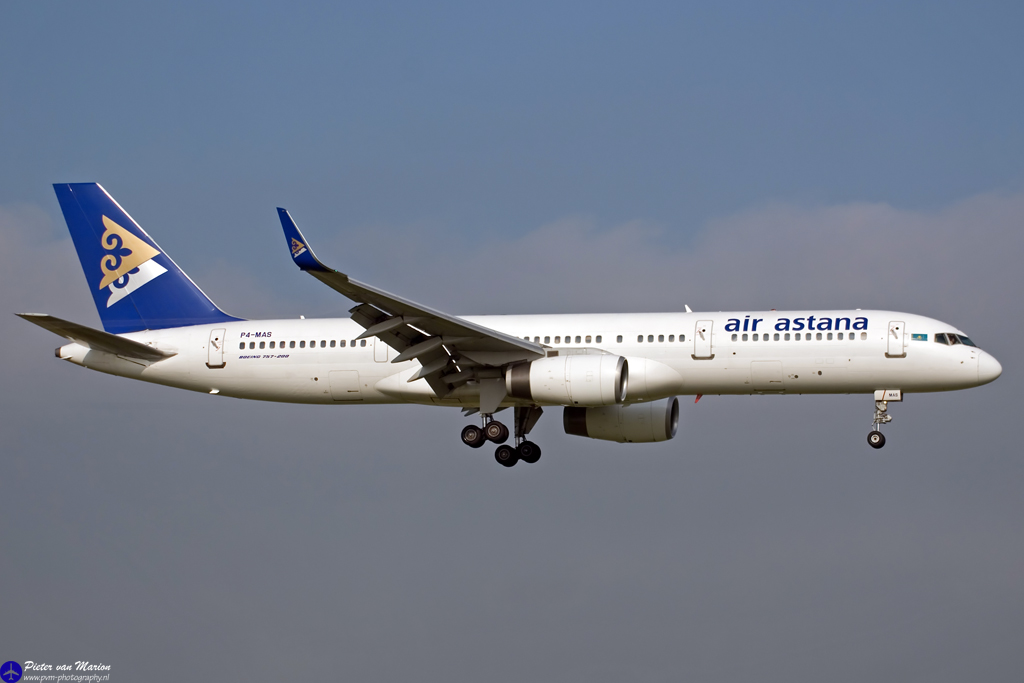
Boeing 757 w barwach Air Astana

|                                 | 757-200 | 757-200F | 757-300 |
| ------------------------------- | --- | --- | --- |
| Załoga                          | 2 | 2 | 2 |
| Liczba miejsc                   | 200 (dwie klasy) 234 (jedna klasa)                                                                                           | Nie dotyczy | 243 (dwie klasy) 289 (jedna klasa)                                                                                           |
| Długość                         | 47,32 m (155 ft 3 in) | 47,32 m (155 ft 3 in) | 54,47 m (178 ft 8 in) |
| Rozpiętość skrzydeł             | 38,05 m (124 ft 10 in) | 38,05 m (124 ft 10 in) | 38,05 m (124 ft 10 in) |
| Wysokość                        | 13,56 m (44 stóp 6 cali) | 13,56 m (44 stóp 6 cali) | 13,56 m (44 stóp 6 cali) |
| Powierzchnia skrzydeł           | 181,25 m² | 181,25 m² | 181,25 m² |
| Skos skrzydła                   | 25° | 25° | 25° |
| Rozstaw osi                     | 18,29 m (60 ft) | 18,29 m (60 ft) | 22,35 m (73 ft 4 in) |
| Szerokość kabiny                | 3,54 m (11 ft 7 in) | 3,54 m (11 ft 7 in) | 3,54 m (11 ft 7 in) |
| Długość kabiny                  | 36,09 m (118 ft 5 in) | 36,09 m (118 ft 5 in) | 43,21 m (141 ft 8 in) |
| Masa własna                     | 57 840 kg (127 520 lb) | 57 840 kg (127 520 lb) | 64 590 kg (142 400 lb) |
| Maksymalna masa startowa (MTOW) | 115 680 kg (255 tys. lb) | 115 680 kg (255 tys. lb) | 123 600 kg (272 500 funtów)                                                                                                  |
| Rozbieg przy MTOW               | 9550 stóp (2911 m) | 9550 stóp (2911 m) | 9600 stóp (2926 m) |
| Prędkość przelotowa             | 0,80 Ma (850 km/h) | 0,80 Ma (850 km/h) | 0,80 Ma (850 km/h) |
| Zasięg                          | 7222 km (3900 mil) | 5834 km (3150 mil) | 6287 km (3395 NM) |
| Maksymalna ilość paliwa         | 43490 l (11 489 galonów) | 42 680 l (11 276 galonów) | 43 400 l (11466 galonów) |
| Pułap                           | 12 800 m (42 000 ft) | 12 800 m (42 000 ft) | 12 800 m (42 000 ft) |
| Silniki (2×)                    | Rolls-Royce RB211, Pratt & Whitney PW2037, PW2040 oraz PW2043 – są to silniki turbowentylatorowe o ciągu od 163 kN do 193 kN | Rolls-Royce RB211, Pratt & Whitney PW2037, PW2040 oraz PW2043 – są to silniki turbowentylatorowe o ciągu od 163 kN do 193 kN | Rolls-Royce RB211, Pratt & Whitney PW2037, PW2040 oraz PW2043 – są to silniki turbowentylatorowe o ciągu od 163 kN do 193 kN |

Źródła:.